# Enrico De Negri
Enrico de Negri (Carrara, 22 agosto 1902 – Pisa, 16 luglio 1990) è stato uno storico della filosofia italiano.

## Biografia
Conseguì la laurea in Filosofia nel 1924 presso l'Università di Pisa nel 1924 e il Diploma della Scuola Normale Superiore di Pisa nel 1926. Nel 1933 conseguì la Libera Docenza, mentre negli anni 1926-1938 fu lettore d'italiano a Colonia.
Estraneo per interessi e temperamento all'ambiente dell'idealismo italiano, è noto soprattutto per la classica traduzione della Fenomenologia dello spirito di Hegel. Si possono inoltre ricordare la pubblicazione di alcuni scritti giovanili di Hegel, la sua Interpretazione di Hegel (Prima edizione, Firenze 1943 e succ. edizione (riveduta) per G. C. Sansoni, Firenze 1969) e soprattutto il volume su La teologia di Lutero: rivelazione e dialettica.
Non trovando spazio in Italia ha insegnato negli Stati Uniti, alla Columbia University di New York e alla Università della California - Berkeley dal 1960 al 1971, quando vinse la cattedra di Filosofia della Storia all'Università di Roma.
Morì a Pisa il 16 luglio del 1990.